# IC 1016
IC 1016 = IC 4424 ist eine Spiralgalaxie vom Hubble-Typ S im Sternbild Jungfrau auf der Ekliptik. Sie ist schätzungsweise 361 Millionen Lichtjahre von der Milchstraße entfernt.
Das Objekt wurde am 28. April 1891 vom US-amerikanischen Astronomen Lewis Swift entdeckt.